# Moumoon (アルバム)
『moumoon』（ムー・ムーン）は、moumoonの1枚目のフルアルバム。

## 概要
- moumoon初のフルアルバム。
- インディーズ時代の代表曲と、シングルの表題曲に加え、全14曲を収録。

## 収録曲

### CD
1. Do you remember?
  - 1stシングル。
2. don't wanna be
  - サウンドと歌詞はmoumoonにしては珍しくパンク[2]。歌詞は「屋上で女の子が音楽を聴いてる」イメージ[3]。
3. PINKY RING
  - インディーズ時代に発表したアルバム「Flowers」に収録された曲。柾がmoumoonを結成する前に作った曲をYUKAのために作り直して形にした曲[2]。YUKAは長野県の山の中で満天の星空を見上げながらこの曲を聴き、涙しながら歌詞を書いた[2]。
4. more than love
  - 3rdシングル。
5. フィリア
  - デモの時は曲想が変わった[3]。YUKA曰く「“フィリア”とは、エロス、アガペー、フィリアの三つの愛のなかで、最も位の高い愛のこと」[2]。
6. 愛の音
  - YUKAがベッドの上で泣きながら歌詞を書いた[3]。
7. 3days magic
8. Myself
  - 5年前に柾が作った曲[2]。歌詞を考えながら、YUKAがキャンパスに一夜漬けし、一週間の手直しを行った[2]。
9. Cinderella
  - ミニアルバム「love me?」に収録された曲。
10. Stars are bright
11. Sunrise
  - 2ndシングルのTSUTAYA限定販売バージョンに収録された曲。
12. SWEET HEART～acoustic ver.～
13. Tiny Star
  - 2ndシングル。
14. フォーエヴァー
  - イメージは「若き少年のラヴソング」[2]。

### DVD
1. SWEET HEART（Music Clip）
2. Do you remember?（Music Clip）
3. Tiny Star（Music Clip）
4. more than love（Music Clip）
5. A Documentary Film “「Tiny Star」 beside FULLMOON” Part 2
6. Music Clipオフショットダイジェスト映像（初回限定盤のみ収録）

## 演奏
- YUKA：Vocals & Chorus
- 柾昊佑：Sound Produce, Arrangement, Guitars, Keyboards, Piano, Programming & Chorus
- 根岸孝旨：Bass (#1.5)
- 松永俊弥：Drums (#1.5)
- 山口寛雄：Bass (#2.14)
- 渋谷憲：Drums (#2.14)
- 田中晋吾：Bass (#3.9.13)
- 佐々木しげそ：Drums (#3.9.13)
- 弦一徹ストリングス：Strings (#4.8.9)
- 弦一徹：Strings Arrangement (#4.8)
- 森田香織：Violincello Solo (#4)
- 沖山優司：Bass (#7)
- 村石雅行：Drums (#7)
- 種子田健：Bass (#8)
- 沼澤尚 (THEATRE BROOK)：Drums (#8)
- 宮川弾：Strings Arrangement (#9)
- 田村昌之：Arrangement, Strings Arrangement, Piano, Organ & Other Instruments (#11)
- 池内秀樹：Acoustic Guitar & Electric Guitar (#11)
- 後藤勇一郎カルテット：Strings (#11)
- 笠原直樹：Bass (#11)
- 板垣正美：Drums (#11)
- 東隆平：Guitar, Arrangement (#12)
- 永田雅代：Piano (#12)
- 湯浅崇：Bass (#12)
- 松岡 matzz 高廣：Percussion (#12)
- 矢吹正則：Drums (#12)
- Sion Horikawa：Chorus (#13)

## タイアップ
| 曲名             | タイアップ                                             |
| Do you remember? | TBS系「恋するハニカミ!」12月度テーマソング             |
| Do you remember? | TBS系「むちゃぶり!」1月度エンディングテーマ            |
| more than love   | 愛眼CMソング                                           |
| Tiny Star        | バンダイナムコゲームス「99のなみだ」CMソング           |
| Tiny Star        | バンダイナムコゲームス「99のなみだ」エンディングテーマ |